# Dichromia leucozona
Dichromia leucozona là một loài bướm đêm trong họ Erebidae.